# Modern Times Rock 'n' Roll
Modern Times Rock 'n' Roll è un singolo del gruppo musicale britannico Queen, pubblicato il 11 ottobre 2024 come secondo estratto dalla riedizione del primo album in studio Queen.

## Tracce
Musiche e testi di Roger Taylor
1. Modern Times Rock 'n' Roll (2024 Mix) - 1:49

## Formazione
Gruppo
- Roger Taylor - voce, batteria
- Freddie Mercury - pianoforte, cori
- Brian May - chitarra elettrica
- John Deacon - basso

Altri musicisti
- John Anthony - cori

Produzione
- John Anthony – produzione
- Roy Baker – produzione, ingegneria del suono
- Queen – produzione
- Ted Sharpe – ingegneria del suono
- Mike Stone – ingegneria del suono
- Dave Hentschel – ingegneria del suono